# Confronto (ordinamento civile italiano)
Il confronto, nell'ordinamento civile italiano, è regolato dall'articolo 254 del codice di procedura civile, collocato nella sezione III (Dell'istruzione probatoria) del capo II (Dell'istruzione della causa) del titolo I (Del procedimento davanti al tribunale) del libro I (Del processo di cognizione).

## Disciplina
Il giudice istruttore dispone il confronto mediante ordinanza di natura istruttoria (art. 245 c.p.c.).

## Analisi
La valutazione rispetto all'opportunità di procedere a confronto tra testimoni è rimessa al discrezionale apprezzamento del giudice di merito ed è insindacabile in sede di legittimità.
Costituisce una semplice modalità di assunzione della testimonianza e non un autonomo mezzo di prova, come invece accade nel processo penale